# Janatantric Terai Mukti Morcha
Janatantrik Terai Mukti Morcha (JTMM), nom terai que vol dir "Front Democràtic d'Alliberament Terai", és un partit polític del Nepal format el 2004 com a escissió del Partit Comunista del Nepal (Maoista), entorn de Jay Krishna Goit, membre de l'ètnia terai, que acusava la direcció maoista de no respectar l'autonomia de la regió Terai. El 2005 i 2006 va tenir enfrontaments militars amb els maoistes.